# François de Charette
François Athanase de Charette de la Contrie (2 tháng 5 năm 1763 – 26 tháng 3 năm 1796) là một quân nhân và chính khách Bảo Hoàng người Pháp. Ông phục vụ trong Hải quân Hoàng gia Pháp tham chiến Chiến tranh Cách mạng Hoa Kỳ và là một trong những lãnh tụ của Nổi dậy ở Vendée chống lại chính quyền cách mạng. Họ hàng của ông Athanase-Charles-Marie Charette de la Contrie cũng là một lãnh đạo quân sự có tiếng.

## Cuộc đời

### Thiếu thời
Ông là một quý tộc sinh ra ở Couffé, quận Ancenis, Charette phục vụ trong Hải quân Pháp dưới quyền Toussaint-Guillaume Picquet de la Motte, nổi danh trong Chiến tranh Độc lập Hoa Kỳ, và mang quân hàm lieutenant de vaisseau. Sau khi Cách mạng Pháp nổ ra, ông giải ngũ vào năm 1789 và di cư đến Koblenz (Trier) vào năm 1792 (vốn là một nơi trú ẩn của giới tinh hoa bảo hoàng). Ông sớm quay lại Pháp và sống ở tư gia của mình ở La Garnache, và trở thành những tình nguyện viên bảo hoàng hỗ trợ bảo vệ Hoàng đế Louis XVI và Marie Antonia khởi các cuộc cướp bóc tại Lâu đài Tuileries (Journée du 10 août); ông bị bắt ở Angers, và được phóng thích sau can thiệp của Charles François Dumouriez.

### Chiến tranh Vendée
Năm 1793, Nổi dậy ở Vendée nổ ra chống lại Đệ nhất Cộng hòa Pháp, và các chiến binh nông dân kêu gọi Charette làm lãnh đạo của họ. Ông đi theo Jacques Cathelineau sau sự kiện chiếm cứ Saumur vào tháng 6 năm 1793 và chiến đấu trong hầu hết các trận đánh của Quân đoàn Cơ Đốc và Hoàng gia. Ngày 19 tháng 9 năm 1793, ông tham gia trong Trận Tiffauges thắng lợi. Sau đó ông và Louis Marie de Lescure thực hiện cuộc hành quân vào Saint-Fulgent nhằm truy đuổi Jean-Baptiste Kléber, vốn sau đó đã trốn thoát. Charette giành một thắng lợi khác trước quân Cộng Hòa tại Trận Noirmoutier lần thứ nhất. Một vài người lính bị bắt đã can dự vào Thảm sát Machecoul và một phần tư số họ bị xử tử để trả thù cho lính của Charette, bất chấp lệnh tha bổng của ông. Sau khi tách khỏi các lãnh tụ Vendee vào tháng 9 năm 1793, ông và lính của mình lui về ở ẩn. Ông trở thành lãnh đạo của Hạ Vendée, và tiến hành một cuộc chiến tranh du kích thành công chống lại lính Cộng Hòa, chiếm được trại lính ở Saint-Christophe-du-Ligneron, gần Challans, nhưng lại bị cạn kiệt nhu yếu phẩm dược và bị Nicolas Haxo tấn công. Charette đáp trả bằng cách bao vây Haxo, ông này sau đó phải tự tử nhằm tránh bị bắt.

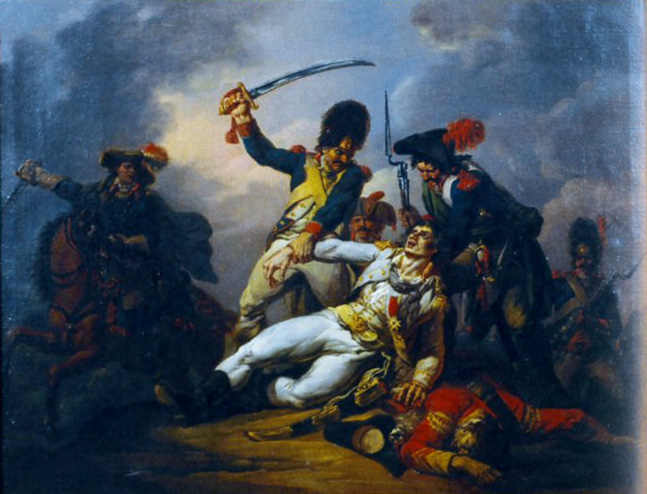
Bắt giữ Charette, bởi Louis Joseph Watteau, 1796

### Bại trận

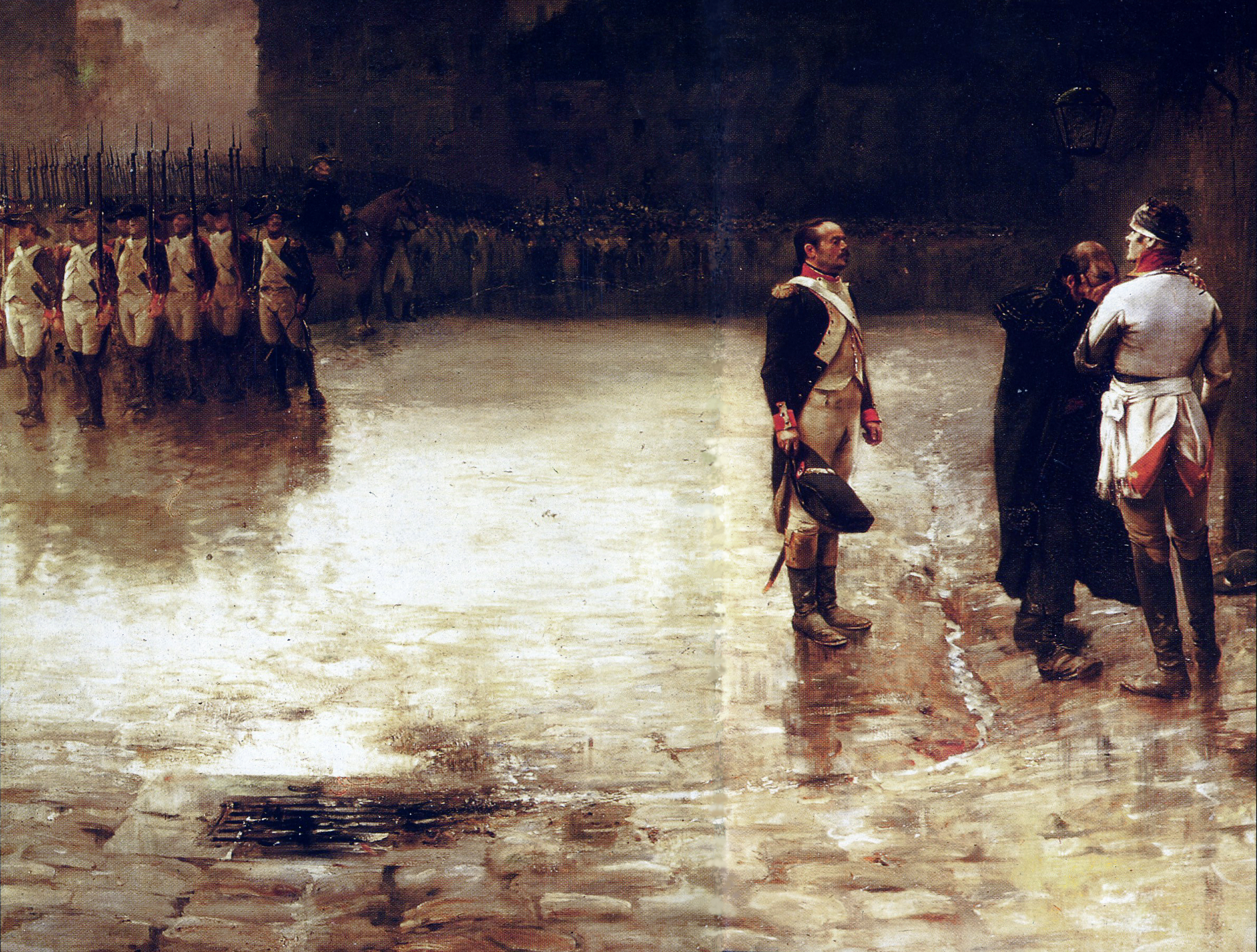
Execution of General Charette, in Nantes, March 1796, by Julien Le Blant

Ngày 17 tháng 2 năm 1795, Charette ký Hiệp ước La Jaunaye với đại sứ của National Convention, bao gồm điều khoản đảm bảo tự do tín ngưỡng và miễn trừ cho các nông dân địa phương nghĩa vụ quân sự khi levée en masse(tổng động viên). Những người Cộng Hòa bác bỏ điều này và họ vi phạm điều khoản tự do tôn giáo, bắt đầu bắt nông dân thực hiện nghĩa vụ quân sự. Họ cũng sát hại hàng ngàn tù nhân bảo hoàng bao gồm cả Linh mục Dol. Charette và người của ông quay trở lại chiến đáu vào tháng 7 và tới hỗ trợ kế hoạch tấn công Quiberon thực hiện bởi những người Bảo hoàng Pháp cùng sự giúp đỡ của Hải quân Hoàng gia Anh.
Bá tước Artois, người thừa kế nhà Bourbon và ngai vàng nước Pháp, tự phong ông Lieutenant General và ra lệnh chuẩn bị quay trở về Pháp, tuy nhiên việc này đã không xảy ra. Charette vẫn tỏ lòng trung thành với cựu vương triều và đạo Cơ Đốc, như phần lớn nông dân vùng Vendee và Breton. Ông và tất cả nhân vật bảo hoàng đều từ chối tham gia Orléanist tự do. Sau thất bại của cuộc hành quân Quiberon, Charette và thuộc hạ bị Tướng Lazare Hoche truy đuổi. Charette bị thương nhưng chạy thoát được. Tuy nhiên, do thiếu thốn về đạn dược, ông cuối cùng đã bị bắt bên ngoài La Chabotterie và bị đưa đến Nantes để xét xử. Ông bị tòa án cộng hòa kết án tử hình và sau đó đưa về quảng trường thành phố xử tử công khai bằng súng. Một tấm bảng được làm ghi dấu nơi ông bị xử tử. Ngày nay, các lễ hội vẫn được tổ chức để kỷ niệm sự kiện này.
Theo một bài viết trên tạp chí Walker's Hibernian Magazine, Charette đã phát biểu một câu nói được cho là nhằm làm giảm tính nghiêm trọng của số binh lính tử trận ở cánh quân mà ông đảm trách, "Omelet không thể thực hiện nếu không đập vỡ trứng."
Charette được Napoleon miêu tả là một lãnh đạo quân sự và nhân cách lớn nhưng lại là một "thiên tài bị phản bội".

## Nhân vật trong phim

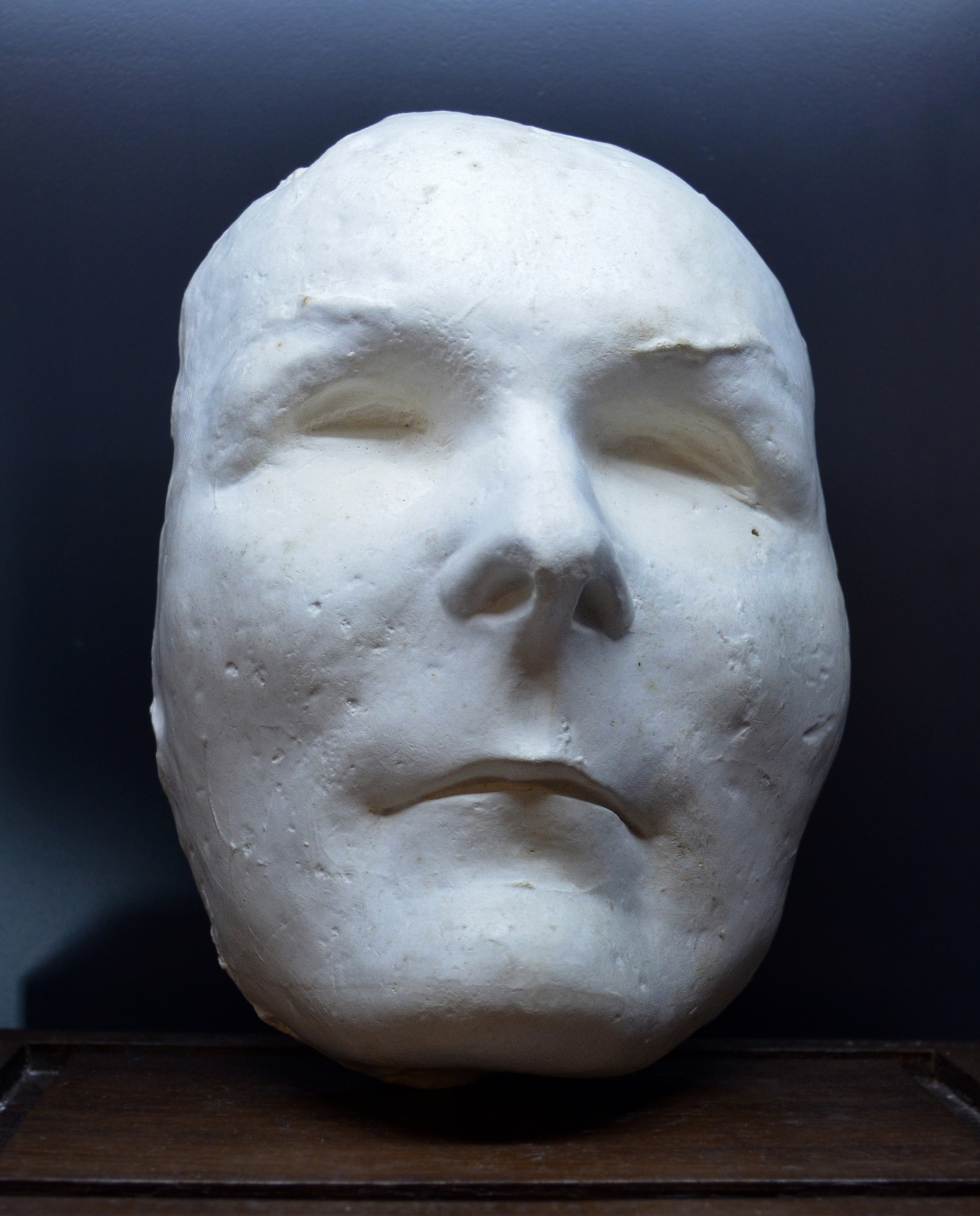
Death mask of François de Charette

Charette là nhân vật trong tập phim "The Frogs and the Lobsters" của series phim truyền hình Hornblower. Charette là một tướng bảo hoàng lưu vong, nhờ sự hỗ trợ của Hải quân Hoàng gia Anh, đã thất bại trong nỗ lực tập hợp những người bảo hoàng sống sót và lập một đội quân quay trở lại Pháp phục hồi quyền lực cho vị vua thất thế.

### Sách
- Anne Bernet, Charette, Perrin, 2005
- Michel de Saint-Pierre, Monsieur de Charette, La Table Ronde, 1977
- George J. Hill, The Story of the War in La Vendée and the Little Chouannerie (New York: D. & J. Sadlier & Co. n.d.)